# Trotyl

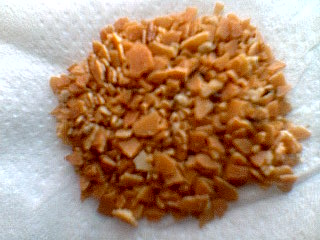
Wygląd trotylu

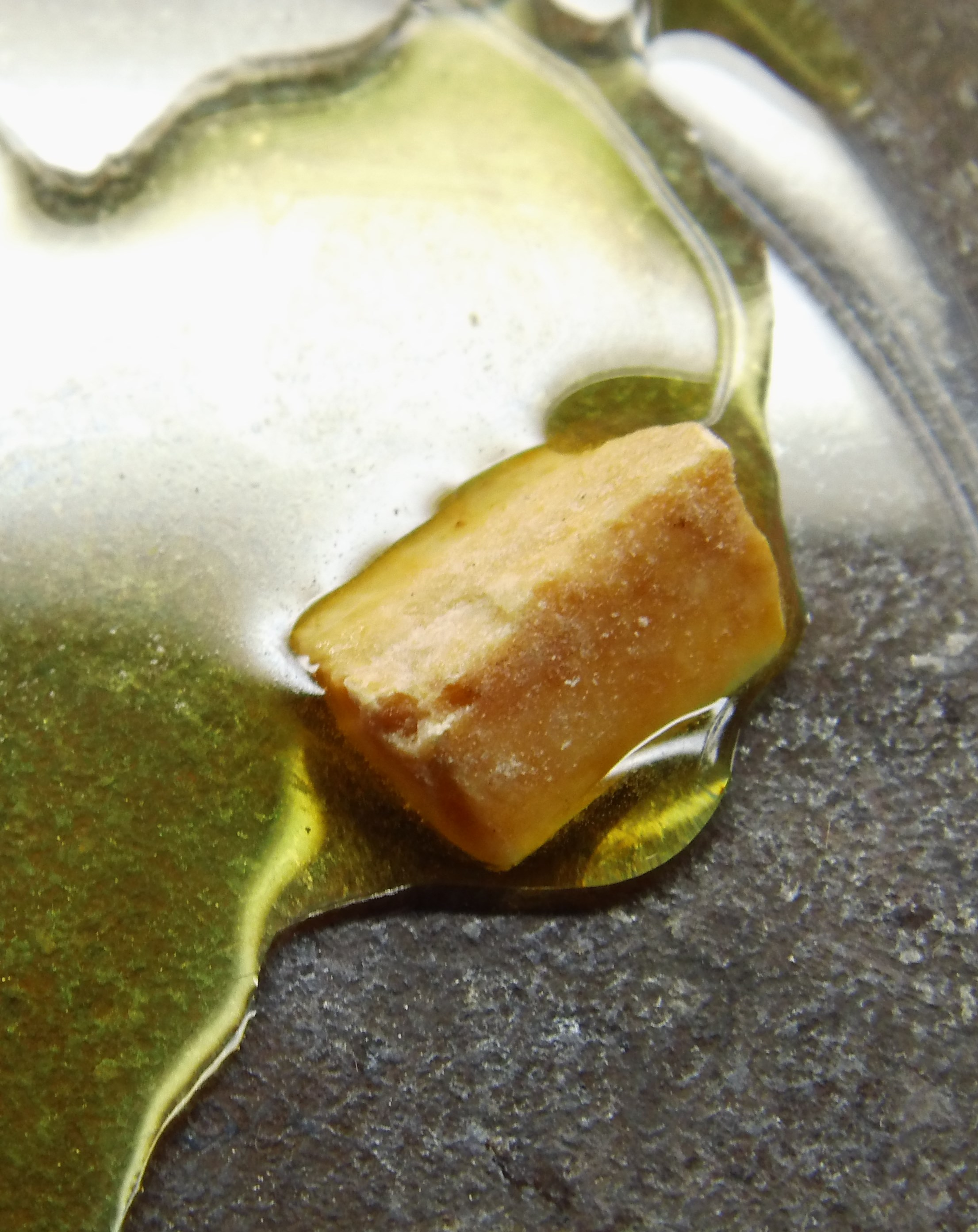
Topienie się trotylu

Trotyl, 2,4,6-trinitrotoluen, TNT – organiczny związek chemiczny z grupy nitrozwiązków, stosowany jako kruszący materiał wybuchowy.
Trotyl topi się w temp. 80,2 °C, spala się wydzielając kopcący, czarny, toksyczny dym. Ulega wybuchowemu rozkładowi powyżej 240 °C. Praktycznie nierozpuszczalny w wodzie (stężenie maks. wynosi ok. 0,01%). Rozpuszcza się w rozpuszczalnikach organicznych.
W tonach trotylu (kilotonach, megatonach) wyraża się siłę wybuchów jądrowych, ekwiwalentną do wybuchu odpowiedniej ilości trotylu (tzw. równoważnik trotylowy wybuchu jądrowego, dla którego przyjmuje się 1 t TNT = 109 cal =  4,184×109 J).

## Historia
Trotyl wynalazł Niemiec Julius Bernhard Friedrich Adolph Wilbrand w roku 1863, choć w charakterze środka wybuchowego substancję zastosowano około trzydzieści lat później. Po raz pierwszy trotyl wyprodukowano na skalę komercyjną w Niemczech w roku 1901.

## Otrzymywanie
Otrzymuje się go poprzez trójstopniowe nitrowanie toluenu, mieszaniną kwasu siarkowego i azotowego.

## Właściwości
Jako materiał wybuchowy jest trwały, mało wrażliwy na uderzenie, tarcie i ma wysoką temperaturę wymaganą do zainicjowania detonacji. Dzięki temu jest stosunkowo bezpieczny w użytkowaniu i przechowywaniu. Do odpalenia konieczne jest użycie silnych zapalników. Trotyl lany, w przeciwieństwie do prasowanego, pali się – pod wpływem płomienia – nie detonuje. Trotyl można także zdetonować bezpośrednio lontem detonującym, owijając co najmniej 2 razy ładunek albo jedną z jego kostek.
| Właściwości wybuchowe TNT     | Właściwości wybuchowe TNT |
| ----------------------------- | ------------------------- |
| Rok wynalezienia              | 1863                      |
| Energia detonacji             | 3,9 MJ/kg                 |
| Próba Trauzla                 | 300 cm³/10 g              |
| Maksimum ciśnienia detonacji  | 22,3 GPa                  |
| Prędkość detonacji (Vdet)     | 6,9 km/s                  |
| Gęstość odpowiadająca Vdet    | 1,57 g/cm³                |
| Temperatura detonacji         | 470 °C                    |
| Wrażliwość na uderzenie       | mała                      |
| Objętość produktów gazowych   | 700 dm³/kg                |
| Temperatura podczas detonacji | ~3000 °C                  |

1. ↑  Temperatura, w której po 5 s następuje detonacja[7].

## Zastosowanie
Do napełniania pocisków i min używany jest w postaci lanej lub prasowanej. Luzem przeważnie występuje w prasowanej kostce 200 g oraz jako walcowy 75 g nabój wiertniczy. Bywa również w postaci kostek o masie 1 kg oraz ładunków cylindrycznych o wadze 5 i 8 kg.
Jest składnikiem m.in. oktolu, torpeksu, H-6, HTA.

## Wpływ na organizmy żywe
Ludzie wystawieni na duże dawki TNT mają tendencję do zapadania na anemię i zaburzeń czynności wątroby. U zwierząt, którym podawano doustnie lub wdychały trinitrotoluen, stwierdzono podobny wpływ na wątrobę i krew, jak również powiększenie śledziony i uszkodzenie układu odpornościowego. Inne negatywne efekty TNT to podrażnienie skóry i obniżenie płodności u mężczyzn. Najprawdopodobniej nie ma właściwości rakotwórczych.